# Les Anges de la révolution
Pour plus de détails, voir Fiche technique et Distribution.
Les Anges de la révolution (Ангелы революции, Angely revolyutsii) est un film russe, sorti en 2014.

## Fiche technique
- Titre original : Ангелы революции, Angely revolyutsii
- Titre français : Les Anges de la révolution
- Réalisation : Alekseï Fedortchenko
- Scénario : Alekseï Fedortchenko et Oleg Loevskiy
- Costumes : Olga Gusak
- Photographie : Shandor Berkeshi
- Musique : Andreï Karasiov
- Pays d'origine : Russie
- Format : Couleurs - 35 mm
- Genre : drame
- Durée : 113 minutes
- Date de sortie : 2014

## Distribution
- Daria Ekamasova : Polina
- Oleg Yagodin : Ivan
- Konstantin Balakirev : Nikolaï
- Pavel Basov : Piotr
- Georgui Iobadze : Zakhar
- Alekseï Solonchev : Smirnov
- Polina Aug : Anna

## Récompenses
- Kinotavr 2015 : prix de la mise en scène[1]
- 29e cérémonie des Nika : meilleurs costumes